# Jeanne Vaussard
Jeanne G. Vaussard (1893 - ?) va ser una tennista francesa que va competir a començaments del segle xx.
El 1920 va prendre part en els Jocs Olímpics d'Anvers on va disputar dues proves del programa de tennis. En els dobles mixtos, fent parella amb François Blanchy, quedà eliminada en segona ronda, mentre en la competició individual ho va ser en la primera.
Als Jocs de 1924 va disputar dues proves del programa de tennis. En els dobles femenins, fent parella amb Germaine Golding, quedà eliminada en quarts de final, mentre en la competició individual ho va ser en segona ronda.
El 1924 va perdre la final individual del Championnat de France amateur international de tennis, precedent del Roland Garros. El 1920 i 1924 va perdre la final de dobles femenins d'aquest mateix torneig.